# Лютица, Велимир
Велимир Лютица (серб. Velimir Ljutica; род. 1 ноября 2005) — черногорский футболист, защитник клуба «Морнар».

## Клубная карьера
Лютица — воспитанник клуба «Морнар». 27 августа 2022 года в матче против «Езеро» он дебютировал в чемпионате Черногории. 16 октября в поединке против «Сутьеска» Велимир забил свой первый гол за «Морнар».